# Gablenz (Adelsgeschlecht)

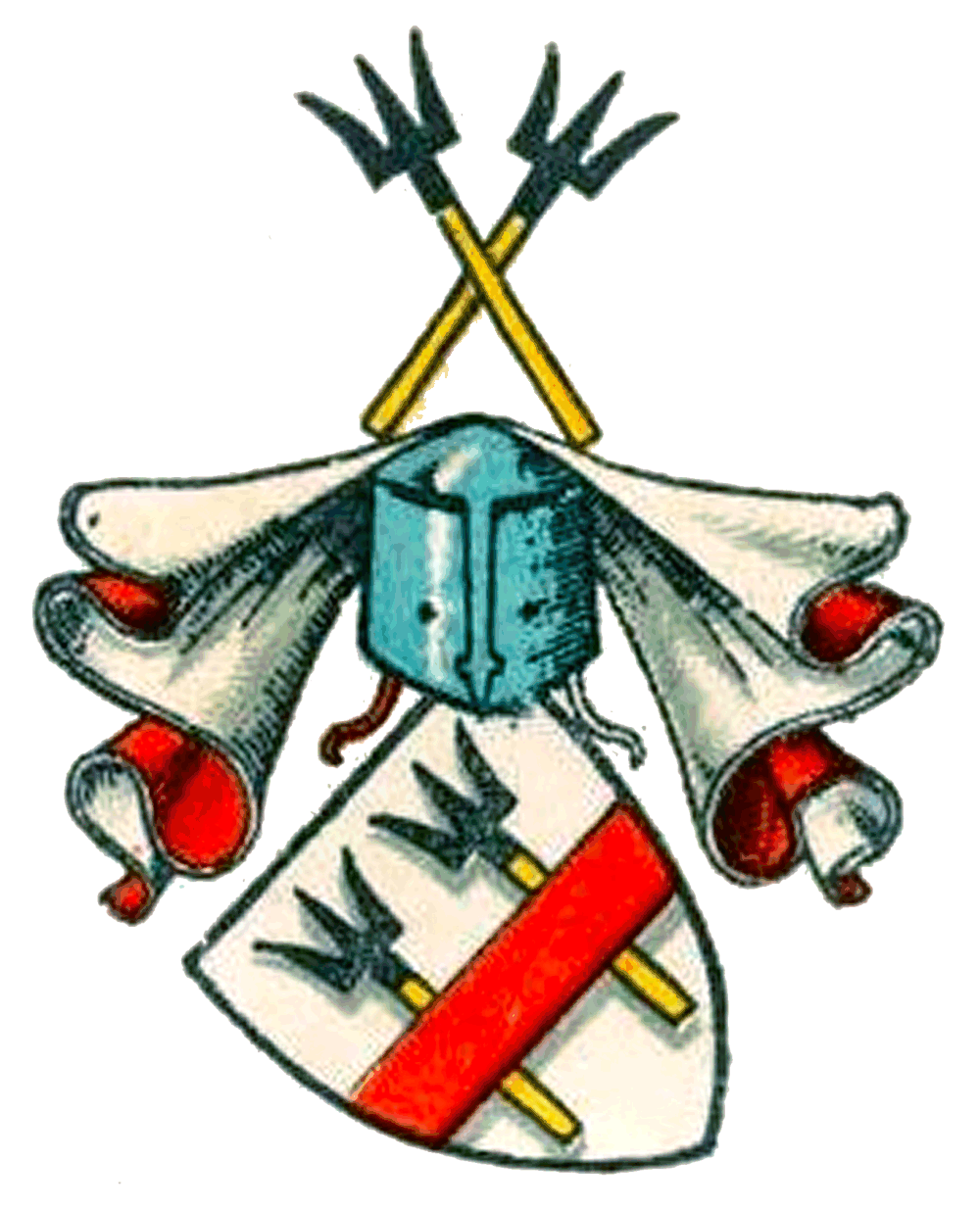
Wappen derer von Gablenz (Niederlausitz)

Die Familie Gablenz ist ein niederlausitzisches uradliges Geschlecht mit gleichnamigem Stammsitz im ehemaligen Landkreis Sorau.

## Geschichte
Erster urkundlich nachgewiesener Namensträger ist 1221 Heinricus de Gabelenze, während mit Heinrich von Gablenz 1432 auf Friedersdorf die unmittelbare Stammreihe beginnt. Der Linie Göhren wurde am 24. Februar 1836 der Sächsisch-Coburgische Freiherrnstand erteilt, der am 8. Mai 1837 vom Königreich Sachsen für denselben Heinrich von Gablenz (1762–1843) (auf Unwürde und Kittlitz), Kgl. sächsischer Generalmajor, bestätigt wurde.
In Österreich wurde dieser Freiherrnstand am 1. Juni 1857 durch allerhöchsten Erlass für Ludwig Freiherr von Gablenz (1814–1874) anerkannt. Für denselben Ludwig Freiherr von Gablenz gewährte ein Allerhöchster Erlass vom 30. April 1873 die österreichische Namens- und Wappenvereinigung als Freiherr von Gablenz-Eskeles.

## Stammwappen
In Silber ein roter Balken vor zwei nebeneinander aufgerichteten dreizinkigen schwarzen Gabeln an grünen Stielen. Auf dem Helm mit rot-silbernen Decken zwei aufwärts geschrägte Gabeln wie im Schild.

## Persönlichkeiten
- Heinrich Adolph von Gablenz (1762–1843), sächsischer Generalleutnant, Gouverneur von Dresden
- Ludwig Karl Wilhelm von Gablenz (1814–1874), österreichischer General der Kavallerie, Mitglied des Herrenhauses des österreichischen Reichsrates
- Heinrich von Gablenz (1845–1917), preußischer Generalleutnant
- Adolf von Gablenz (1882–1948), deutscher Regierungsrat, Polizeipräsident in Wiesbaden
- Eccard von Gablenz (1891–1978), deutscher Generalleutnant
- Carl August von Gablenz (1893–1942), deutscher Luftfahrtpionier
- Carl-Heinrich von Gablenz  (* 1952), deutscher Unternehmer
- Franz-Heinrich von Gablenz (1922–2019), ehemaliger Chefpilot der Lufthansa AG